# Guilgal de Jericó
|  | Per a altres significats, vegeu «Guilgal». |

Guilgal de Jericó fou la primera ciutat israelita després de creuar el riu Jordà, a l'est de Jericó i just després de travessar el riu des l'actual Jordània. En aquest lloc es van col·locar dotze pedres al llit del Jordà per celebrar el primer pas dels jueus cap a la terra promesa i es va renovar el ritu de la circumcisió; es va rebutjar allí l'esclavitud egípcia. Fou el quarter general de Josuè durant la conquesta de la terra promesa i s'hi va establir allí un tabernacle que més tard fou traslladat a Siló. Jeroni d'Estridó la situa a uns 3 km de Jericó.